# Florentine Rost van Tonningen

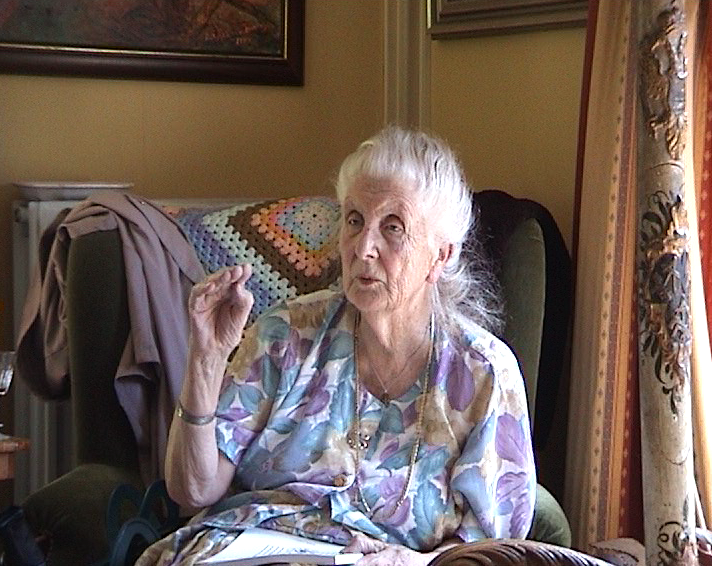
Florentine Rost van Tonningen-Heubel (2003)

Florentine Sophie (Florrie) Rost van Tonningen (* 14. November 1914 in Amsterdam als  Florentine Sophie Heubel; † 24. März 2007 in Waasmunster, Belgien) war eine rechtsextreme niederländische Aktivistin und eine Leitfigur der Rechtsradikalen und Revisionisten Europas.

## Leben und Tätigkeit bis 1945
Florentine Heubel wurde in Amsterdam als jüngstes Kind einer angesehenen Bankiersfamilie geboren. Ihre Kindheit verbrachte sie mit ihren beiden älteren Brüdern und ihrer älteren Schwester in Hilversum. Wegen ihrer Ähnlichkeit wurde sie gelegentlich mit der Prinzessin und späteren Königin Juliana verwechselt, die sie auch persönlich kannte.
Anfang der 1930er Jahre schloss sie sich der Jugendbewegung der Nationaal-Socialistische Beweging (NSB) von Anton Adriaan Mussert an. Zeitweise studierte sie auch in Berlin Biologie mit Schwerpunkt Zoologie und kam dabei in Kontakt mit Konrad Lorenz. In dieser Zeit wurde sie Anhängerin des Sozialdarwinismus und begeisterte sich für die NS-Ideologie und die Hitlerjugend.

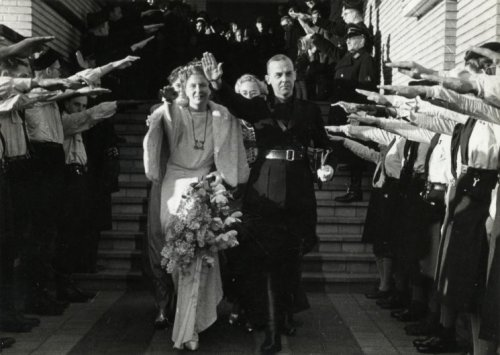
Heirat Meinoud und Florentine Rost van Tonningen, 1940

1934 schwebte sie nach einer missglückten Operation in Lebensgefahr und verbrachte fast zwei Jahre im Krankenhaus, bis sie im Februar 1936 entlassen wurde. Nachdem sie 1937 nach Niederländisch-Indien (heute: Indonesien) umgezogen war, verließ sie nach ihrer Rückkehr in die Niederlande zeitweilig die NSB. Mitte 1939 lernte sie Meinoud Rost van Tonningen kennen, der bereits zu dieser Zeit einer der einflussreichsten Männer der NSB war und den sie am 21. Dezember 1940 heiratete (Trauzeuge war der Reichsführer SS Heinrich Himmler).
Im April 1941 wurde Meinoud Rost van Tonningen Generalsekretär des niederländischen Finanzministeriums und gleichzeitig Nationalbankpräsident. Er half an führender Stelle der deutschen Besatzungsmacht bei der Ausbeutung der Niederlande für die Kriegführung des NS-Regimes. Zwischen 1941 und 1945 bekam das Paar drei Söhne. Der dritte Sohn Herre kam am 28. April 1945 auf die Welt; am selben Tag fiel Florentines Bruder Willem Heubel (* 7. Juni 1910; Rufname: Wim) als Soldat der SS in Holland gegen die Kanadier.
Die drei Söhne distanzierten sich 1986 öffentlich von den politischen Aktivitäten der Mutter.
Alliierte und Niederländer verhafteten nach der Befreiung der Niederlande Meinoud Rost van Tonningen als einen der führenden Kollaborateure und brachten ihn ins Gefängnis von Scheveningen. Am 6. Juni 1945 verübte er dort Suizid, indem er sich über ein Geländer in die Tiefe stürzte.
Florentine Rost van Tonningen und ihre Anhänger bezweifelten, dass es sich um einen Suizid handelte, sondern unterstellten Mord, indem er über eine Balustrade vom Treppenabsatz in die Tiefe gestoßen worden sei, nachdem man ihm mit einem Gewehrkolben den Kopf zertrümmert hätte. Schon zuvor sei er tagelang brutal gefoltert und gequält worden, wie A.J. van der Leeuw, Mitarbeiter des
Niederländischen Instituts für Kriegsdokumentation (NIOD), im Jahr 2000 in der Fernsehsendung Het Zwarte Schaap bestätigte. In ihrem Buch Auf der Suche nach meinem Ehering schreibt Florentine Rost van Tonningen die angebliche Ermordung ihres Mannes Prinz Bernhard zu, dem Mitglied der Königsfamilie und alliierten Offizier, der seit 1944 auch Oberbefehlshaber der niederländischen Streitkräfte war.
Auch sie selbst wurde wegen Kollaboration angeklagt und zu einer mehrjährigen Haftstrafe verurteilt.

## Archiv

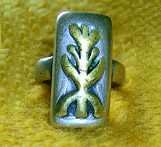
Ehering der Rost van Tonningen mit dem Symbol des Lebensbaums

In ihrem Buch Auf der Suche nach meinem Ehering hatte Florentine van Tonningen-Heubel Prinz Bernhard die Hauptschuld am Tod ihres Mannes gegeben. Sie behauptete, in ihrem privaten Archiv Beweise dafür zu haben. In diesem Archiv kann man auch über die Privataudienz bei Papst Pius XII., über Franz von Papen und über den Staatssekretär Ernst von Weizsäcker lesen. Allerdings ist dieses Archiv nur über ihren Sekretär und Archivar F.J.A.M. (Ronald) van der Helm zugänglich, der sie in ihrer archivarischen Arbeit seit 1980 unterstützt und 1997 einen Stammbaum ihrer Familie erstellt hatte. Privatsekretär van der Helm hatte kurz vor Florentine van Tonningens Tod – als eine Art von Vertrauensbeweis – unter anderem ihren goldenen Ehering erhalten.

## Politische Aktivitäten nach 1945
Nach ihrer Entlassung aus der Haft Anfang der 1950er Jahre setzte sie sich mit allen Mitteln für die posthume Rehabilitation ihres Ehemannes ein. Zum Zeichen ihrer anhaltenden Trauer und zur Mahnung trat sie stets in schwarzer Kleidung auf, was ihr in den Niederlanden die Bezeichnung „Schwarze Witwe“ eintrug. Ihre rechtsextremen Freunde und Anhänger aus ganz Europa bezeichneten sie dagegen als „Florie“.
Anfang der 1950er Jahre bezog sie eine Villa im niederländischen Velp, die bald zu einer Art Wallfahrtsort für Rechtsextreme, Alt- und Neonazis, Revisionisten und Holocaustleugner wurde. Diese sehen in ihr bis heute ein Idol und eine Autorität. Die Villa wurde mehrfach von der Polizei nach verbotenem NS-Propagandamaterial durchsucht, das jeweils beschlagnahmt wurde. Über die Hausdurchsuchungen beklagte sie sich in ihren in rechtsextremen Kreisen weit verbreiteten Schriften. Öffentliche Proteste kamen auf, als Mitte der 1980er Jahre in den niederländischen Medien bekannt wurde, dass sie seit vielen Jahren vom niederländischen Staat eine Pension erhielt.
Als Reaktion darauf verlegte sie im Jahr 2000 ihren Wohnsitz nach Belgien, wo sie auch zum rechtskonservativen Vlaams Blok Kontakt hielt. Mit dem belgischen NS-Kollaborateur Léon Degrelle war sie bis zu dessen Tod im spanischen Exil eng befreundet. Sie pflegte mit Gudrun Burwitz, der Tochter ihres Trauzeugen Heinrich Himmler, enge Beziehungen, ebenso wie mit u. a. Thies Christophersen, Luciana Frassati, Arthur Axmann, Hjalmar Schacht, Richard Edmonds, Paula Hitler, Erich Priebke, Ernst Zündel, Siegfried Verbeke, Horst Mahler, Ilse Pröhl, der Witwe von Rudolf Heß, Gertrud und Arthur Seyss-Inquart, Hanns Albin Rauter, General Otto Ernst Remer, Udo Walendy, Miguel Serrano, Colin Jordan, Karl Anton Prinz Rohan, Manfred Roeder, David Irving und Robert Faurisson und unterstützte den 1951 von Helene Elisabeth Prinzessin von Isenburg mit hochrangigen Exponenten der Kirchen (Theophil Wurm und Johannes Neuhäusler) und einer Reihe von ehemaligen hochrangigen NS-Funktionären gegründeten und bis heute aktiven Verein „Stille Hilfe“.
Sie war trotz ihres hohen Alters bis zuletzt regelmäßige Teilnehmerin beim Ulrichsbergtreffen in Österreich sowie an Veranstaltungen der rechtsextremen Szene wie dem Europäischen Kongress der Jugend in Thessaloniki. Bis zu ihrem Tod hielt sie an der NS-Ideologie des Rassismus, Sozialdarwinismus, des Führerkults und des Antisemitismus fest. Sie war gleichzeitig seit den 1980er Jahren Vorsitzende des rechtsextremen Vereins Consortium de Levensboom („Konsortium Der Lebensbaum“), der einschlägige Schriften herausgibt.

## Schriften (Auswahl)
- Wir haben den Nationalsozialismus erlebt; Lausanne 1983.
- Holland und das Deutsche Reich. Drei Reden. Teil II. Consortium de Levensboom. Velp (Niederlande) 1989.
- Auf der Suche nach meinem Ehering: Ein Stück europäischer Zeitgeschichte in Holland der Jahre 1900–1990. Remer-Heipke-Verlag. Bad Kissingen 1993, ISBN 978-3-9802807-2-3.
- Die unzerstörbaren Erlöser. Heilbringend – Unverbrüchlich. Consortium de Levensboom. Velp (Niederlande) 1993.
- Der wirtschaftliche Einsatz der Niederlande im Ostraum, Consortium de Levensboom. Velp (Niederlande) 1998.
- De Waarheid, in navolg op "Auf der Suche nach meinem Ehering" , Waasmunster 2004.